# King's Man: Първа мисия
„King's Man: Първа мисия“ (на английски: The King's Man) е шпионски екшън филм от 2021 г. на режисьора Матю Вон по сценарий на Вон и Карл Гайдусек. Това е третото заглавие от филмовата поредица „Kingsman“, която е базирана на комикса „Тайните служби“ на Марк Милар и Дейв Гибънс. Филмът е прелюдия на „Kingsman: Тайните служби“ от 2014 г. и „Kingsman: Златният кръг“ от 2017 г.
Главните роли се изпълняват от Ралф Файнс, Джема Атертън, Рис Айфънс, Матю Гуд, Том Холандър, Харис Дикинсън, Даниел Брюл, Джимон Унсу и Чарлс Данс.
„King's Man: Първа мисия“ е пуснат в Съединените щати на 22 декември 2021 г. и във Великобритания на 26 декември 2021 г. от „Уолт Дисни Студиос Моушън Пикчърс“, а премиерата му бива отменена на няколко пъти от оригиналната дата ноември 2019 г. заради пандемията от COVID-19.

## В България
В България филмът излиза по кината на 31 декември 2021 г. от „Форум Филм България“.
На 1 декември 2024 г. е излъчен по Нова Телевизия с български дублаж. Екипът се състои от:
| Озвучаващи артисти  | Йорданка Илова Лина Шишкова Димитър Иванчев Васил Бинев Стефан Сърчаджиев Светозар Кокаланов |
| Преводач            | Стефан Тасев                                                                                 |
| Тонрежисьор         | Лазар Йончев                                                                                 |
| Режисьор на дублажа | Димитър Кръстев                                                                              |